# Il richiamo (raccolta di racconti)
Il richiamo (in arabo ﺍﻟﻨﺪﺍﻫﺎ‎?, al-naddāha) è una raccolta di racconti dello scrittore egiziano Yūsuf Idrīs, pubblicata originariamente nel 1969 dalla casa editrice Dār al-Hilāl (ﺩﺍﺭ الهلال) del Cairo.
Nel 1992, sei mesi dopo la morte dell'autore, viene pubblicata da Mondadori questa traduzione italiana a cura di Giuseppe Margherita (che scrive anche la postfazione).
L'ambientazione dei racconti è la semplicità del mondo contadino, la religiosità della povera gente, le passioni, le emozioni, la sensualità che sovrasta la ragione.

Queste tematiche vengono narrate anche attraverso l'uso del dialetto egiziano, per meglio rendere il profilo dei personaggi che si muovono nelle varie vicende. In particolare, lo scrittore punta sulla descrizione dettagliata delle emozioni che muovono i protagonisti.